# Allodemus tricolor
Allodemus tricolor là một loài bọ cánh cứng trong họ Cerambycidae.